# Steinfalk
Steinfalk är en bergstopp i Österrike.   Den ligger i distriktet Schwaz och förbundslandet Tyrolen, i den västra delen av landet, 400 km väster om huvudstaden Wien. Toppen på Steinfalk är 2 347 meter över havet, eller 151 meter över den omgivande terrängen. Bredden vid basen är 0,48 km.
Terrängen runt Steinfalk är bergig söderut, men norrut är den kuperad. Närmaste större samhälle är Absam, 14,2 km söder om Steinfalk. 
Trakten runt Steinfalk består i huvudsak av gräsmarker. Runt Steinfalk är det ganska tätbefolkat, med 58 invånare per kvadratkilometer.